# Lista de artistas que atingiram o número um da Billboard 200 em carreira solo e em grupo

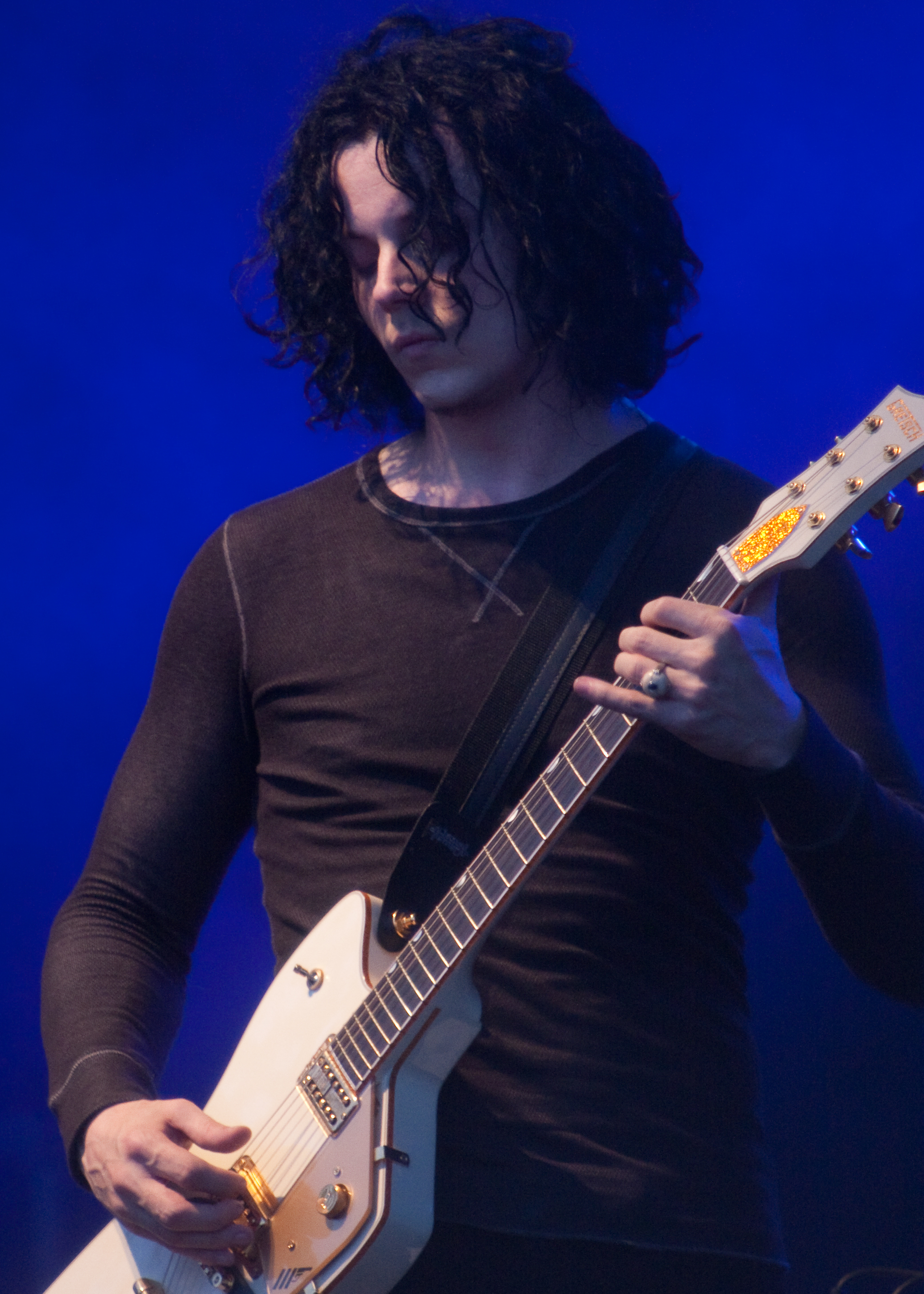
Jack White é o artista mais recente a entrar na lista: ele atingiu o número um da Billboard 200 pela primeira vez em carreira solo em 2012 e, como membro do grupo The Raconteurs, alcançou o topo em 2019.

Esta é uma lista de artistas que atingiram o número um da Billboard 200 em carreira solo e em grupo ou duo. A Billboard 200 é a principal parada musical de álbuns e EPs dos Estados Unidos, listando semanalmente os álbuns mais vendidos do país. Criada em 1956 contemplando apenas os dez álbuns mais vendidos, a parada que já foi nomeada como Billboard Top LPs, Top LPs & Tapes, Top 200 Albums e Top Pop Albums, passando a listar como 200 Albums a partir de 1967. Inicialmente contabilizava os LPs e CDs vendidos fisicamente, mas ao longo dos anos foi sofrendo alterações para incluir download digital e streaming, englobando até as reproduções por vídeo em canais oficiais a partir de 2020.
Ao todo, vinte e dois artistas atingiram o número um da Billboard 200 com álbuns gravados tanto em carreira solo quanto em grupo ou duo. O primeiro a conseguir tal feito foi o britânico Paul McCartney: depois de vários trabalhos dos The Beatles chegarem à primeira posição, sendo Meet the Beatles! (1964) o primeiro deles, o cantor tornou-se número um da Billboard Top LPs em carreira solo com o álbum McCartney (1970). Tão logo, outros ex-companheiros dos Beatles lograram o mesmo sucesso: George Harrison também chegou ao número um, menos de um ano depois de McCartney, com o álbum All Things Must Pass (1970), enquanto John Lennon obteve seu primeiro álbum solo no topo das paradas com o disco Imagine (1971). McCartney também é o primeiro artista a conseguir o número um da parada em carreira solo e com mais de um grupo: além dos Beatles, a banda Wings, formada por ele após a separação dos "garotos de Liverpool", coleciona cinco álbuns na lista. Da mesma forma, Eric Clapton alcançou o topo solo e como membro dos supergrupos Cream e Blind Faith, assim como Eminem, que possui dez discos solo no primeiro lugar da Billboard 200 e também aparece na lista com o grupo D-12 e com o duo Bad Meets Evil.
Já a primeira mulher a realizar o feito foi Janis Joplin, também a primeira artista norte-americana, de qualquer gênero, da lista. Em seu último trabalho ao lado do conjunto Big Brother and the Holding Company, com o álbum Cheap Thrills (1968), a banda figurou no número um da Billboard Top LPs. Cerca de três anos depois, Joplin alcançou o topo da lista em voo solo com o disco póstumo Pearl (1971), lançado três meses após sua morte. Apenas outras quatro mulheres seguiram os passos da roqueira e atingiram o número um da Billboard 200 em carreira solo e em grupo: Stevie Nicks, Lauryn Hill, Beyoncé e Gwen Stefani. Essa última, inclusive, é a artista da lista com a maior diferença de tempo entre seus primeiros trabalhos número um em grupo e solo: com a banda No Doubt, Stefani chegou ao topo da parada em 21 de dezembro de 1996, com o álbum Tragic Kingdom (1995). Vinte anos depois, a cantora alcançou o primeiro lugar da parada musical também em carreira solo, com This Is What the Truth Feels Like (2016).
O artista com a menor diferença de tempo entre seus trabalhos número um em grupo e solo é o rapper Eminem: no dia 10 de junho de 2000, seu terceiro álbum solo The Marshall Mathers LP (2000) chegou à primeira posição Billboard 200. Um ano e dezoito dias depois, o disco Devil's Night (2001), do sexteto D-12, estreou nas paradas atingindo o número um. Ele também é um dos quatro artistas da lista a alcançar o topo da parada inicialmente em carreira solo e depois com um grupo ou duo: o primeiro foi Bobby Brown, que a princípio atingiu o número um com o álbum Don't Be Cruel (1988) e posteriormente repetiu o feito com o disco Home Again (1996), de seu grupo New Edition. Completam a relação os músicos Rob Thomas e Jack White.

## Artistas
| #  | Artista           | Carreira solo                     | Carreira solo | Em grupo                            | Em grupo                              | Em grupo | Ref.   |
| #  | Artista           | Álbum(s)                          | Ano           | Grupo                               | Álbum(s)                              | Ano      | Ref.   |
| -- | ----------------- | --------------------------------- | ------------- | ----------------------------------- | ------------------------------------- | -------- | ------ |
| 1  | Paul McCartney    | McCartney                         | 1970          | Wings                               | Red Rose Speedway                     | 1973     | [ 7 ]  |
| 1  | Paul McCartney    | McCartney                         | 1970          | Wings                               | Band on the Run                       | 1973     | [ 7 ]  |
| 1  | Paul McCartney    | McCartney                         | 1970          | Wings                               | Venus and Mars                        | 1975     | [ 7 ]  |
| 1  | Paul McCartney    | Tug of War                        | 1982          | Wings                               | Wings at the Speed of Sound           | 1976     | [ 7 ]  |
| 1  | Paul McCartney    | Tug of War                        | 1982          | Wings                               | Wings Over America                    | 1976     | [ 7 ]  |
| 1  | Paul McCartney    | Tug of War                        | 1982          | The Beatles                         | Meet the Beatles!                     | 1964     | [ 7 ]  |
| 1  | Paul McCartney    | Egypt Station                     | 2018          | The Beatles                         | The Beatles' Second Album             | 1964     | [ 7 ]  |
| 1  | Paul McCartney    | Egypt Station                     | 2018          | The Beatles                         | A Hard Day's Night                    | 1964     | [ 7 ]  |
| 2  | George Harrison   | All Things Must Pass              | 1970          | The Beatles                         | Beatles '65                           | 1964     | [ 7 ]  |
| 2  | George Harrison   | All Things Must Pass              | 1970          | The Beatles                         | Beatles VI                            | 1965     | [ 7 ]  |
| 2  | George Harrison   | All Things Must Pass              | 1970          | The Beatles                         | Help!                                 | 1965     | [ 7 ]  |
| 2  | George Harrison   | All Things Must Pass              | 1970          | The Beatles                         | Rubber Soul                           | 1965     | [ 7 ]  |
| 2  | George Harrison   | Living in the Material World      | 1973          | The Beatles                         | Yesterday and Today                   | 1966     | [ 7 ]  |
| 2  | George Harrison   | Living in the Material World      | 1973          | The Beatles                         | Revolver                              | 1966     | [ 7 ]  |
| 2  | George Harrison   | Living in the Material World      | 1973          | The Beatles                         | Sgt. Pepper's Lonely Hearts Club Band | 1967     | [ 7 ]  |
| 2  | George Harrison   | Living in the Material World      | 1973          | The Beatles                         | Magical Mystery Tour                  | 1967     | [ 7 ]  |
| 3  | John Lennon       | Imagine                           | 1971          | The Beatles                         | The Beatles                           | 1968     | [ 7 ]  |
| 3  | John Lennon       | Imagine                           | 1971          | The Beatles                         | Abbey Road                            | 1969     | [ 7 ]  |
| 3  | John Lennon       | Imagine                           | 1971          | The Beatles                         | Let It Be                             | 1970     | [ 7 ]  |
| 3  | John Lennon       | Imagine                           | 1971          | The Beatles                         | 1967–1970                             | 1973     | [ 7 ]  |
| 3  | John Lennon       | Walls and Bridges                 | 1974          | The Beatles                         | Anthology 1                           | 1995     | [ 7 ]  |
| 3  | John Lennon       | Walls and Bridges                 | 1974          | The Beatles                         | Anthology 2                           | 1996     | [ 7 ]  |
| 3  | John Lennon       | Walls and Bridges                 | 1974          | The Beatles                         | Anthology 3                           | 1996     | [ 7 ]  |
| 3  | John Lennon       | Walls and Bridges                 | 1974          | The Beatles                         | 1                                     | 2000     | [ 7 ]  |
| 4  | Janis Joplin      | Pearl                             | 1971          | Big Brother and the Holding Company | Cheap Thrills                         | 1968     | [ 7 ]  |
| 5  | Neil Young        | Harvest                           | 1972          | Crosby, Stills, Nash & Young        | Déjà Vu                               | 1970     | [ 7 ]  |
| 5  | Neil Young        | Harvest                           | 1972          | Crosby, Stills, Nash & Young        | 4 Way Street                          | 1971     | [ 7 ]  |
| 5  | Neil Young        | Harvest                           | 1972          | Crosby, Stills, Nash & Young        | So Far                                | 1974     | [ 7 ]  |
| 6  | Eric Clapton      | 461 Ocean Boulevard               | 1974          | Cream                               | Wheels of Fire                        | 1968     | [ 7 ]  |
| 6  | Eric Clapton      | Unplugged                         | 1992          | Cream                               | Wheels of Fire                        | 1968     | [ 7 ]  |
| 6  | Eric Clapton      | Unplugged                         | 1992          | Blind Faith                         | Blind Faith                           | 1969     | [ 7 ]  |
| 6  | Eric Clapton      | From the Cradle                   | 1994          | Blind Faith                         | Blind Faith                           | 1969     | [ 7 ]  |
| 7  | Paul Simon        | Still Crazy After All These Years | 1975          | Simon & Garfunkel                   | The Graduate                          | 1968     | [ 7 ]  |
| 7  | Paul Simon        | Still Crazy After All These Years | 1975          | Simon & Garfunkel                   | Bookends                              | 1968     | [ 7 ]  |
| 7  | Paul Simon        | Still Crazy After All These Years | 1975          | Simon & Garfunkel                   | Bridge over Troubled Water            | 1970     | [ 7 ]  |
| 8  | Stevie Nicks      | Bella Donna                       | 1981          | Fleetwood Mac                       | Fleetwood Mac                         | 1975     | [ 7 ]  |
| 8  | Stevie Nicks      | Bella Donna                       | 1981          | Fleetwood Mac                       | Rumours                               | 1977     | [ 7 ]  |
| 8  | Stevie Nicks      | Bella Donna                       | 1981          | Fleetwood Mac                       | Mirage                                | 1982     | [ 7 ]  |
| 8  | Stevie Nicks      | Bella Donna                       | 1981          | Fleetwood Mac                       | The Dance                             | 1997     | [ 7 ]  |
| 9  | John Fogerty      | Centerfield                       | 1985          | Creedence Clearwater Revival        | Green River                           | 1969     | [ 7 ]  |
| 9  | John Fogerty      | Centerfield                       | 1985          | Creedence Clearwater Revival        | Cosmo's Factory                       | 1970     | [ 7 ]  |
| 10 | George Michael    | Faith                             | 1987          | Wham!                               | Make It Big                           | 1984     | [ 7 ]  |
| 11 | Steve Winwood     | Roll with It                      | 1988          | Blind Faith                         | Blind Faith                           | 1969     | [ 7 ]  |
| 12 | Bobby Brown       | Don't Be Cruel                    | 1988          | New Edition                         | Home Again                            | 1996     | [ 7 ]  |
| 13 | Lauryn Hill       | The Miseducation of Lauryn Hill   | 1998          | Fugees                              | The Score                             | 1996     | [ 7 ]  |
| 14 | Eminem            | The Marshall Mathers LP           | 2000          | D12                                 | Devil's Night                         | 2001     | [ 7 ]  |
| 14 | Eminem            | The Eminem Show                   | 2002          | D12                                 | Devil's Night                         | 2001     | [ 7 ]  |
| 14 | Eminem            | Encore                            | 2004          | D12                                 | Devil's Night                         | 2001     | [ 7 ]  |
| 14 | Eminem            | Curtain Call: The Hits            | 2005          | D12                                 | D12 World                             | 2004     | [ 7 ]  |
| 14 | Eminem            | Relapse                           | 2009          | D12                                 | D12 World                             | 2004     | [ 7 ]  |
| 14 | Eminem            | Recovery                          | 2010          | D12                                 | D12 World                             | 2004     | [ 7 ]  |
| 14 | Eminem            | The Marshall Mathers LP 2         | 2013          | Bad Meets Evil                      | Hell: The Sequel                      | 2011     | [ 7 ]  |
| 14 | Eminem            | Revival                           | 2017          | Bad Meets Evil                      | Hell: The Sequel                      | 2011     | [ 7 ]  |
| 14 | Eminem            | Kamikaze                          | 2018          | Bad Meets Evil                      | Hell: The Sequel                      | 2011     | [ 7 ]  |
| 14 | Eminem            | Music to Be Murdered By           | 2020          | Bad Meets Evil                      | Hell: The Sequel                      | 2011     | [ 7 ]  |
| 15 | Beyoncé           | Dangerously in Love               | 2003          | Destiny's Child                     | Survivor                              | 2001     | [ 7 ]  |
| 15 | Beyoncé           | B'Day                             | 2006          | Destiny's Child                     | Survivor                              | 2001     | [ 7 ]  |
| 15 | Beyoncé           | I Am... Sasha Fierce              | 2008          | Destiny's Child                     | Survivor                              | 2001     | [ 7 ]  |
| 15 | Beyoncé           | 4                                 | 2011          | Destiny's Child                     | Survivor                              | 2001     | [ 7 ]  |
| 15 | Beyoncé           | Beyoncé                           | 2013          | Destiny's Child                     | #1's                                  | 2005     | [ 7 ]  |
| 15 | Beyoncé           | Lemonade                          | 2016          | Destiny's Child                     | #1's                                  | 2005     | [ 7 ]  |
| 15 | Beyoncé           | Renaissance                       | 2022          | Destiny's Child                     | #1's                                  | 2005     | [ 7 ]  |
| 16 | Justin Timberlake | FutureSex/LoveSounds              | 2006          | NSYNC                               | No Strings Attached                   | 2000     | [ 7 ]  |
| 16 | Justin Timberlake | The 20/20 Experience              | 2013          | NSYNC                               | No Strings Attached                   | 2000     | [ 7 ]  |
| 16 | Justin Timberlake | The 20/20 Experience – 2 of 2     | 2013          | NSYNC                               | Celebrity                             | 2001     | [ 7 ]  |
| 16 | Justin Timberlake | Man of the Woods                  | 2018          | NSYNC                               | Celebrity                             | 2001     | [ 7 ]  |
| 17 | Rob Thomas        | ...Something to Be                | 2005          | Matchbox Twenty                     | North                                 | 2012     | [ 7 ]  |
| 18 | Gwen Stefani      | This Is What the Truth Feels Like | 2016          | No Doubt                            | Tragic Kingdom                        | 1995     | [ 7 ]  |
| 19 | Zayn              | Mind of Mine                      | 2016          | One Direction                       | Up All Night                          | 2011     | [ 15 ] |
| 20 | Harry Styles      | Harry Styles                      | 2017          | One Direction                       | Take Me Home                          | 2012     | [ 15 ] |
| 20 | Harry Styles      | Fine Line                         | 2019          | One Direction                       | Midnight Memories                     | 2013     | [ 15 ] |
| 20 | Harry Styles      | Harry's House                     | 2022          | One Direction                       | Midnight Memories                     | 2013     | [ 15 ] |
| 21 | Niall Horan       | Flicker                           | 2017          | One Direction                       | Four                                  | 2014     | [ 15 ] |
| 22 | Jack White        | Blunderbuss                       | 2012          | The Raconteurs                      | Help Us Stranger                      | 2019     | [ 16 ] |
| 22 | Jack White        | Lazaretto                         | 2014          | The Raconteurs                      | Help Us Stranger                      | 2019     | [ 16 ] |
| 22 | Jack White        | Boarding House Reach              | 2018          | The Raconteurs                      | Help Us Stranger                      | 2019     | [ 16 ] |

## Estatísticas
| Nacionalidade  | Total |
| -------------- | ----- |
| Estados Unidos | 12    |
| Reino Unido    | 8     |
| Canadá         | 1     |
| Irlanda        | 1     |

| Grupo         | Total |
| ------------- | ----- |
| The Beatles   | 3     |
| One Direction | 3     |
| Blind Faith   | 2     |

| Grupo          | Total |
| -------------- | ----- |
| Paul McCartney | 2     |
| Eric Clapton   | 2     |
| Eminem         | 2     |

## Galeria

Artistas que atingiram o número um da Billboard 200 em carreira solo e em grupo
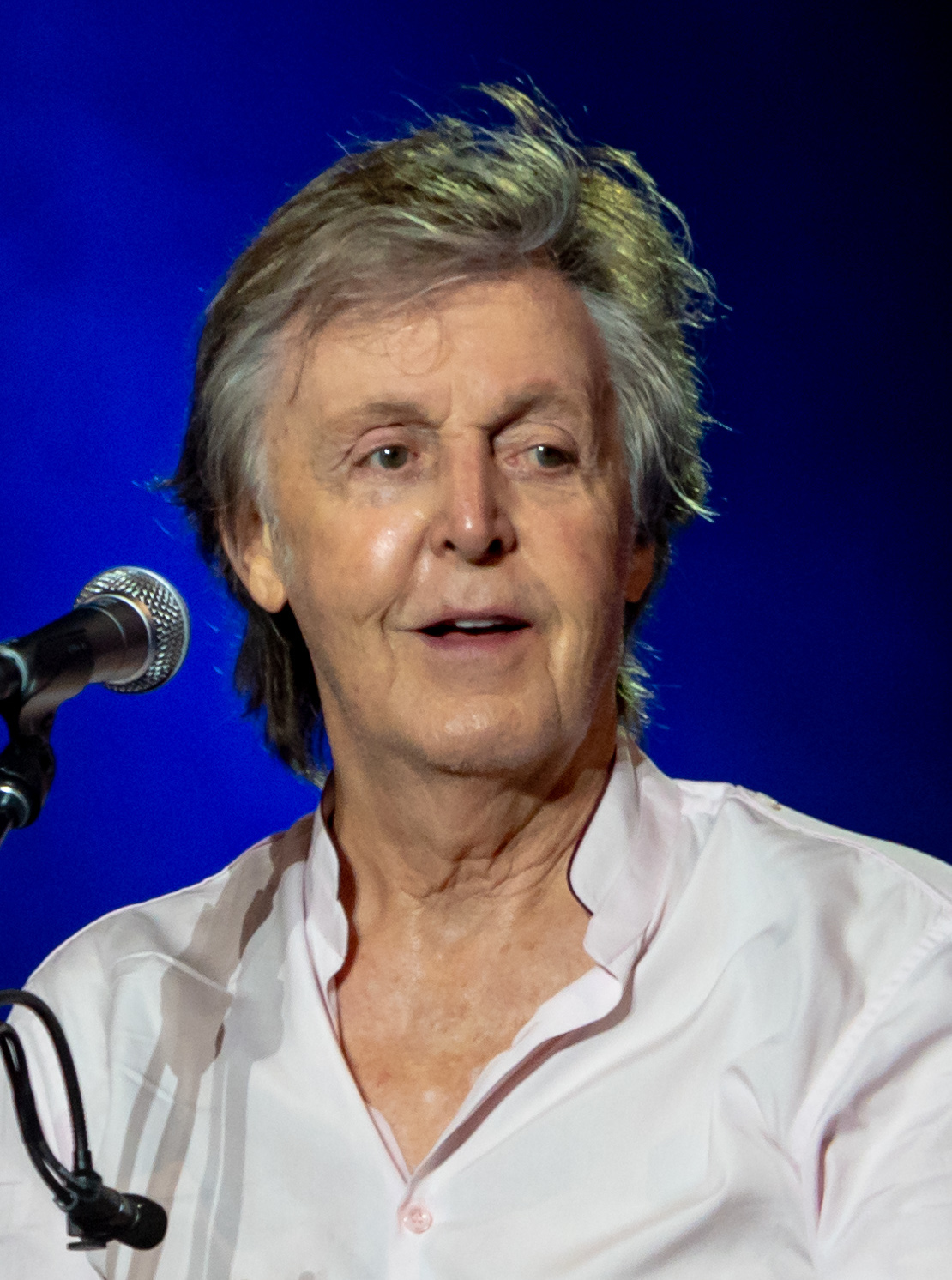
Paul McCartney
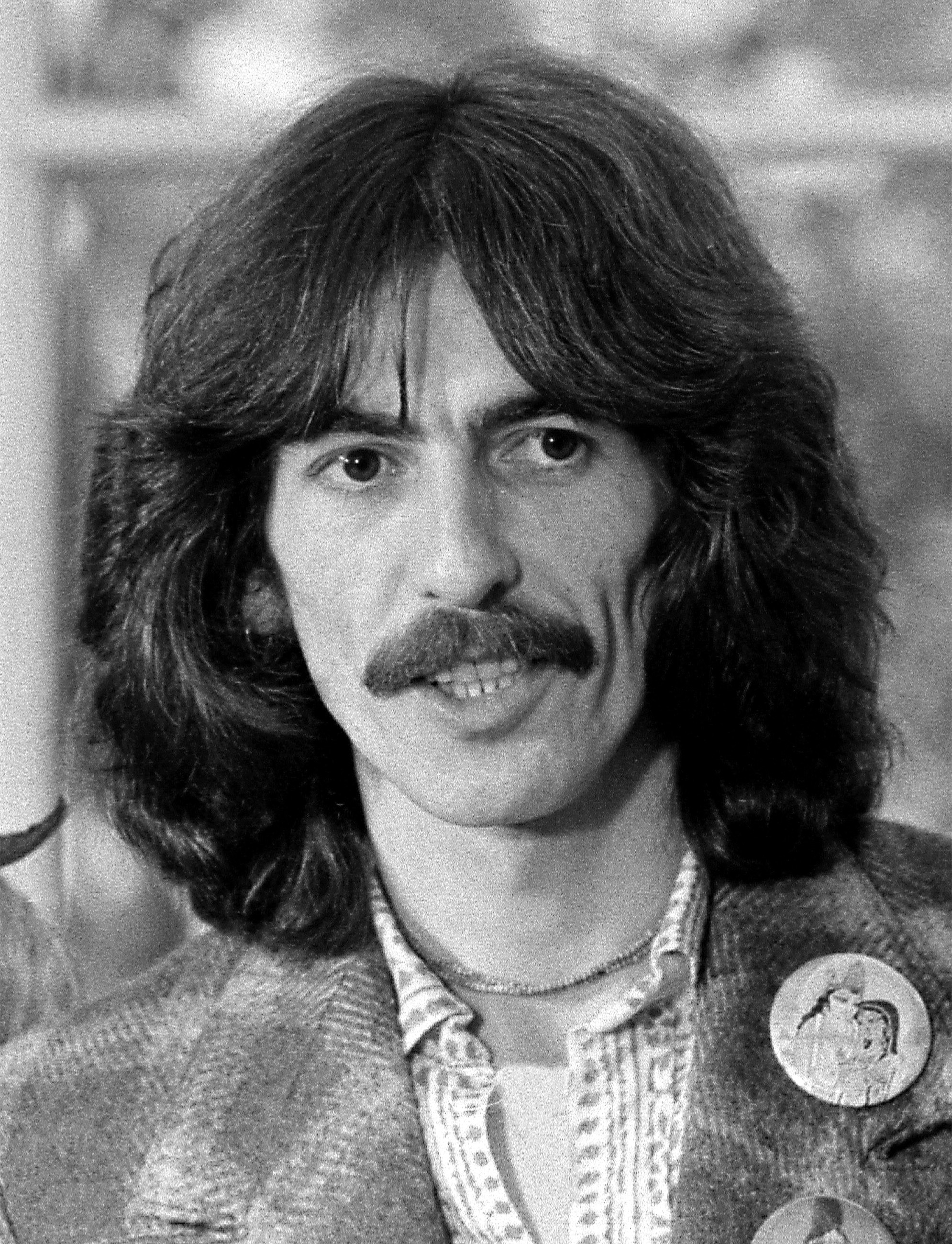
George Harrison
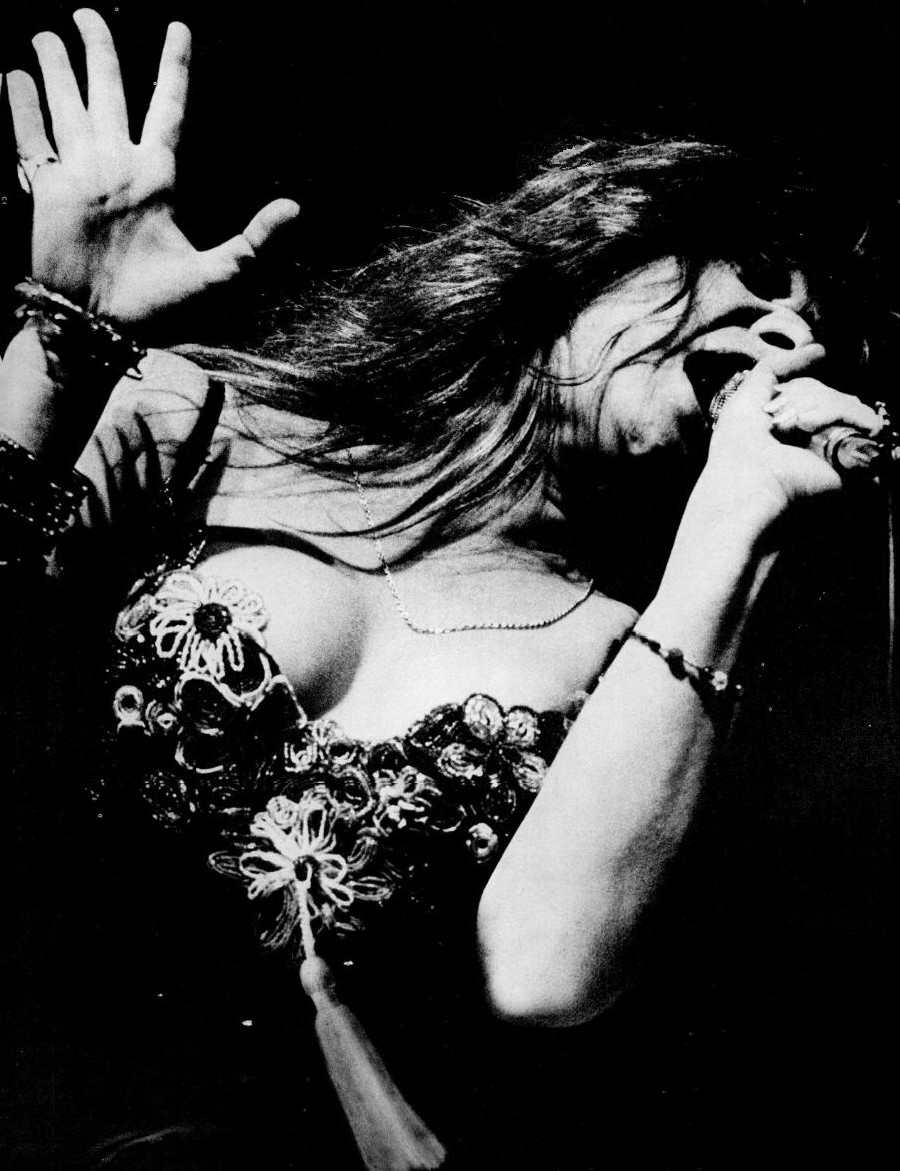
Janis Joplin
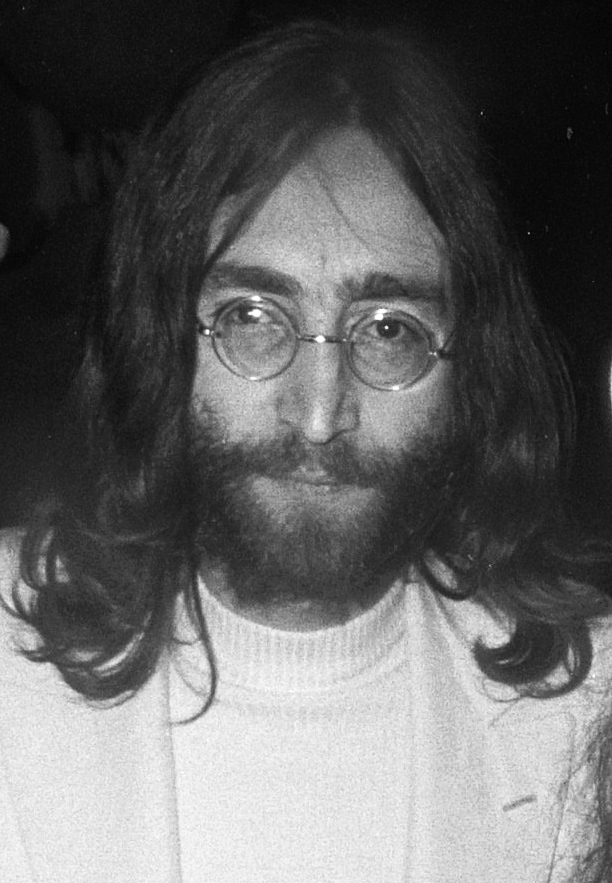
John Lennon
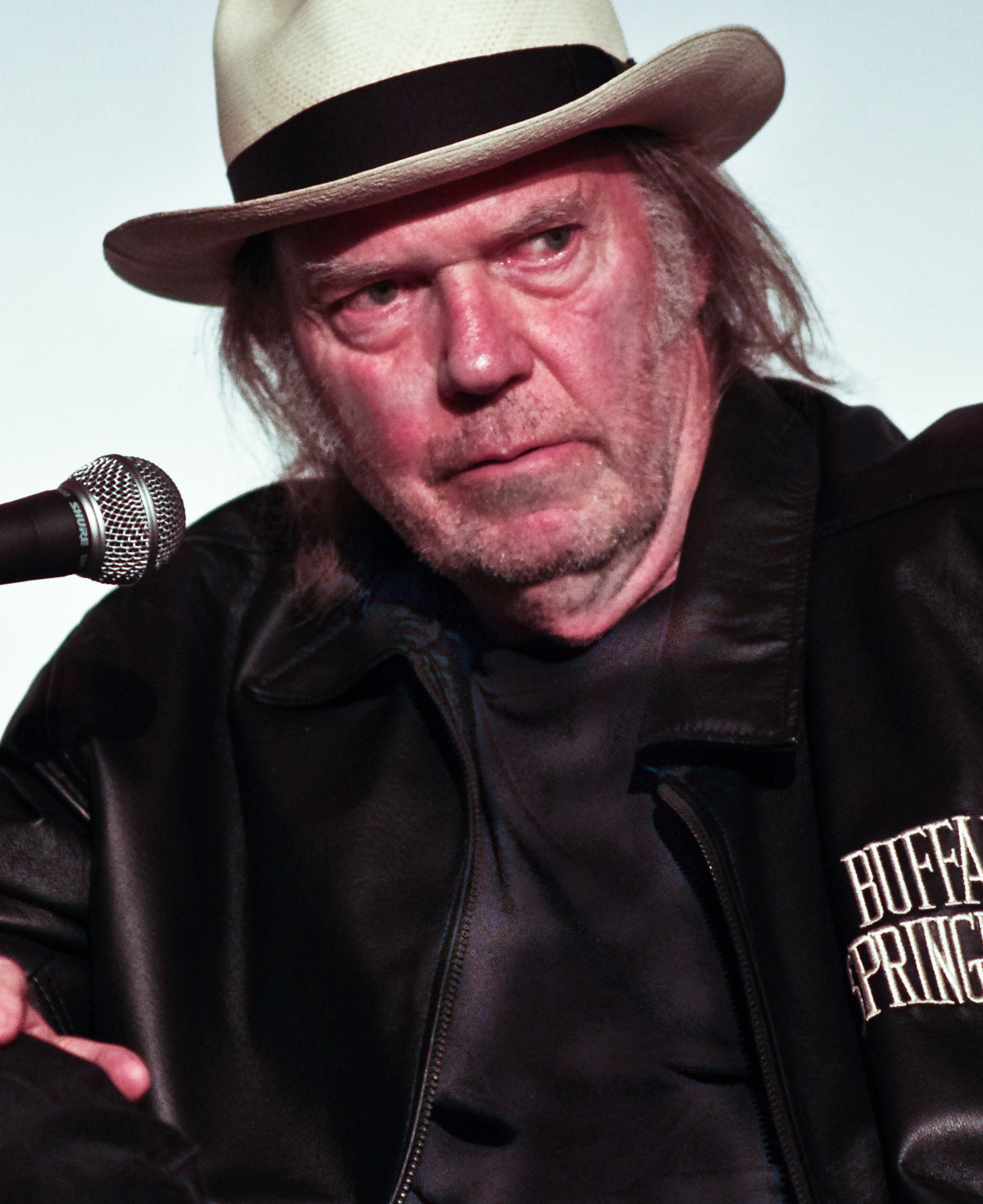
Neil Young
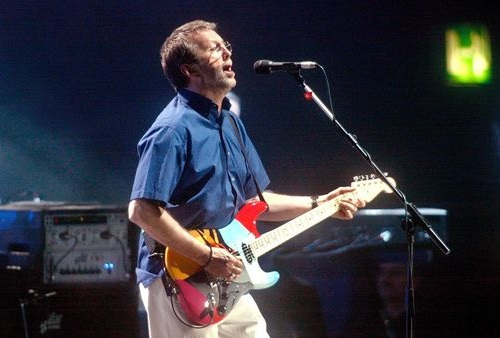
Eric Clapton
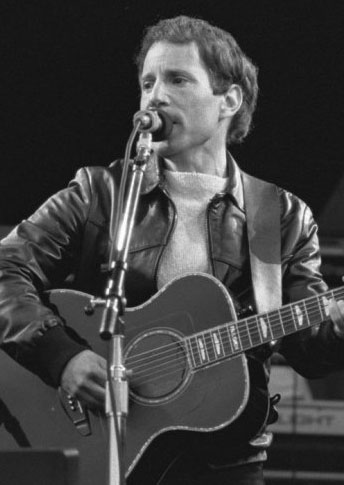
Paul Simon
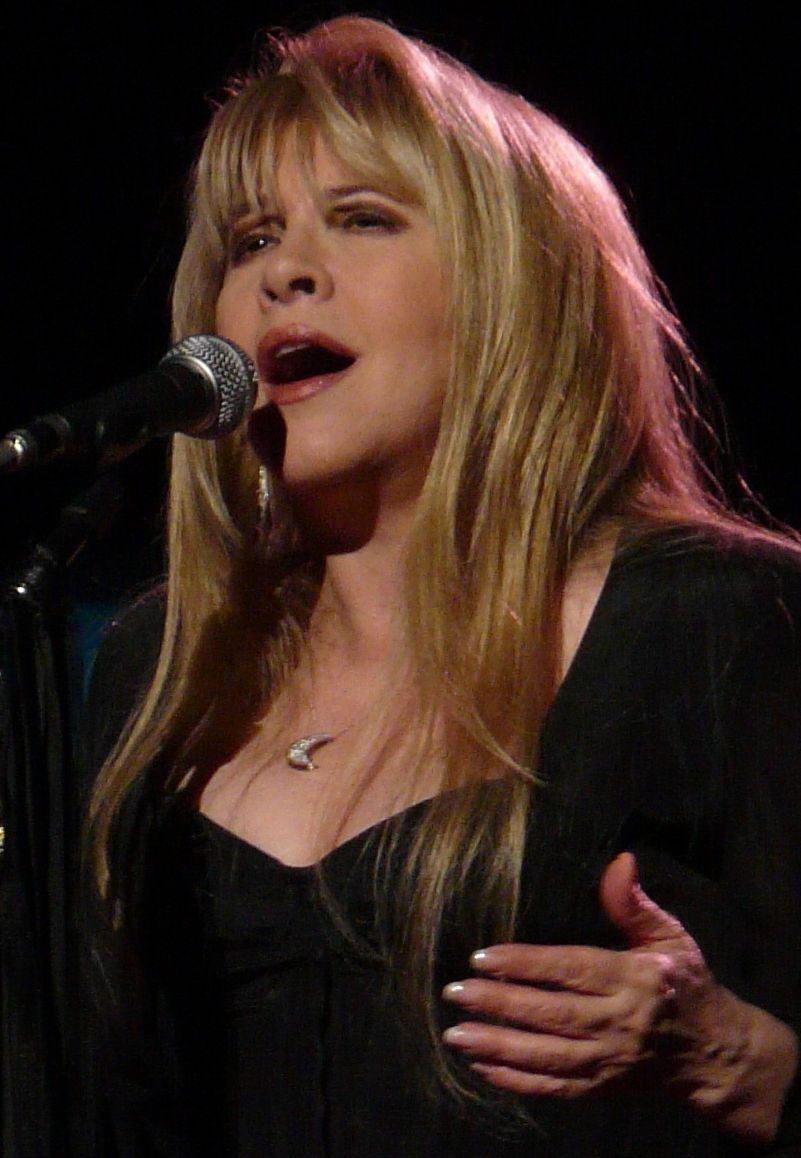
Stevie Nicks
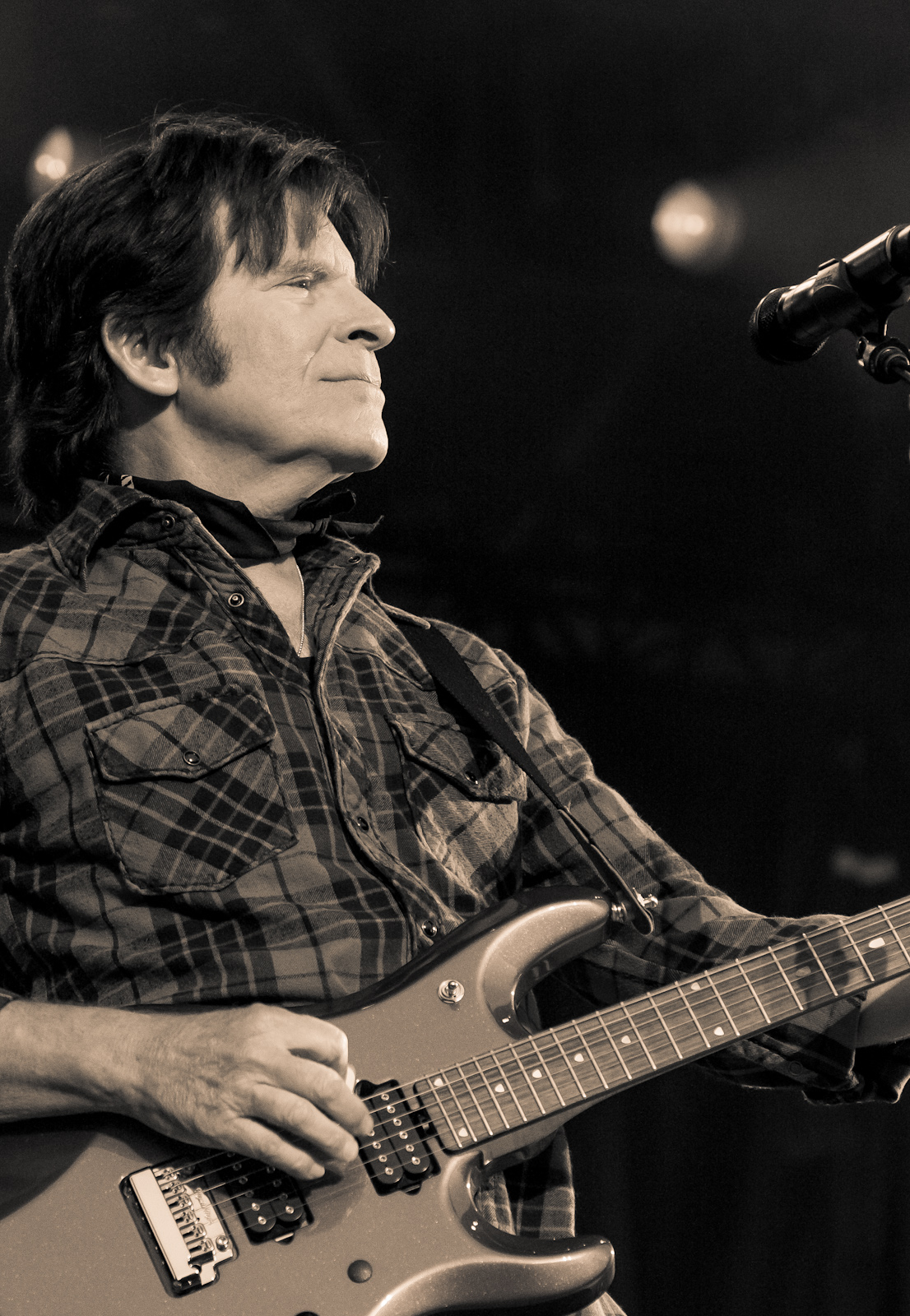
John Fogerty
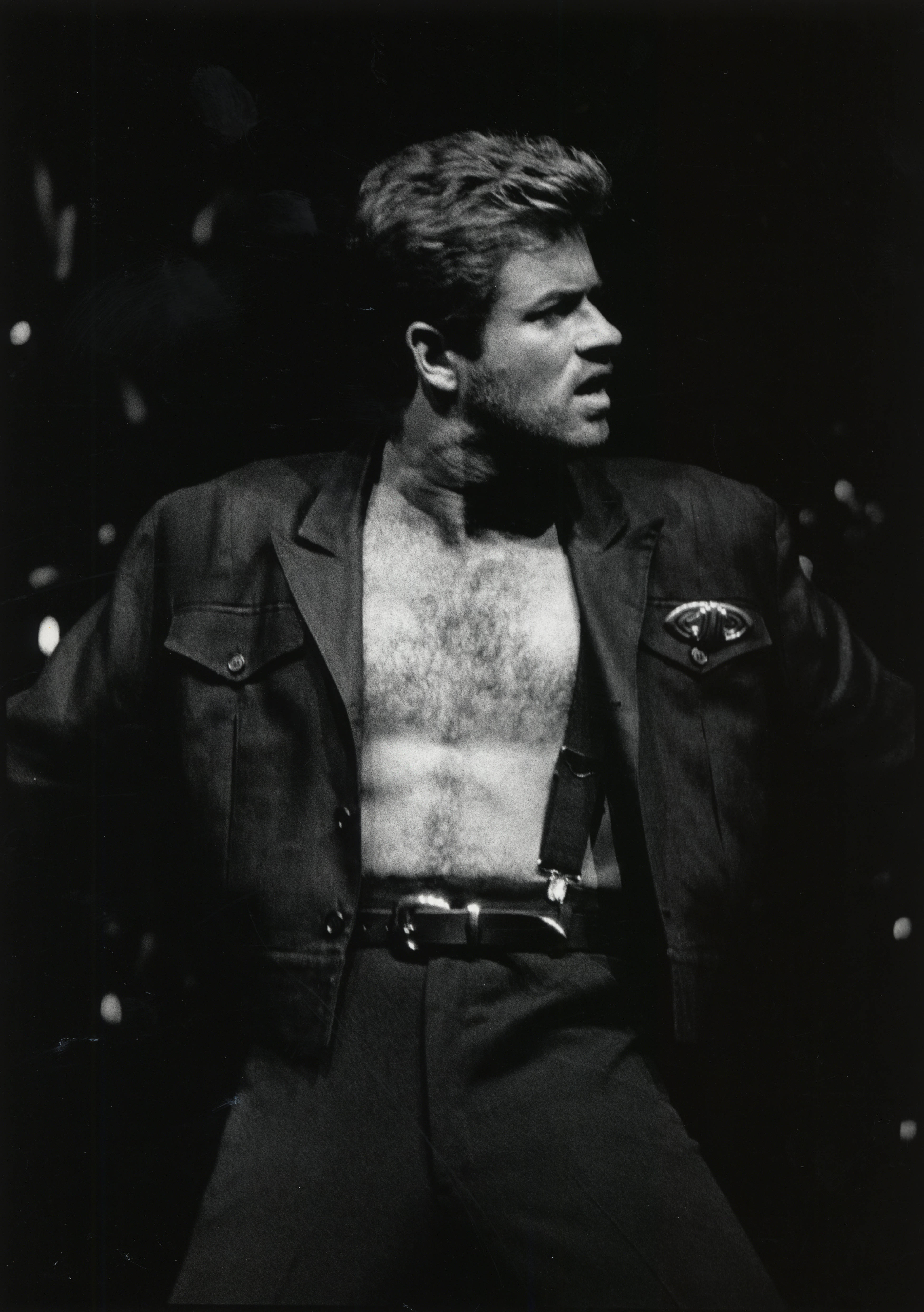
George Michael
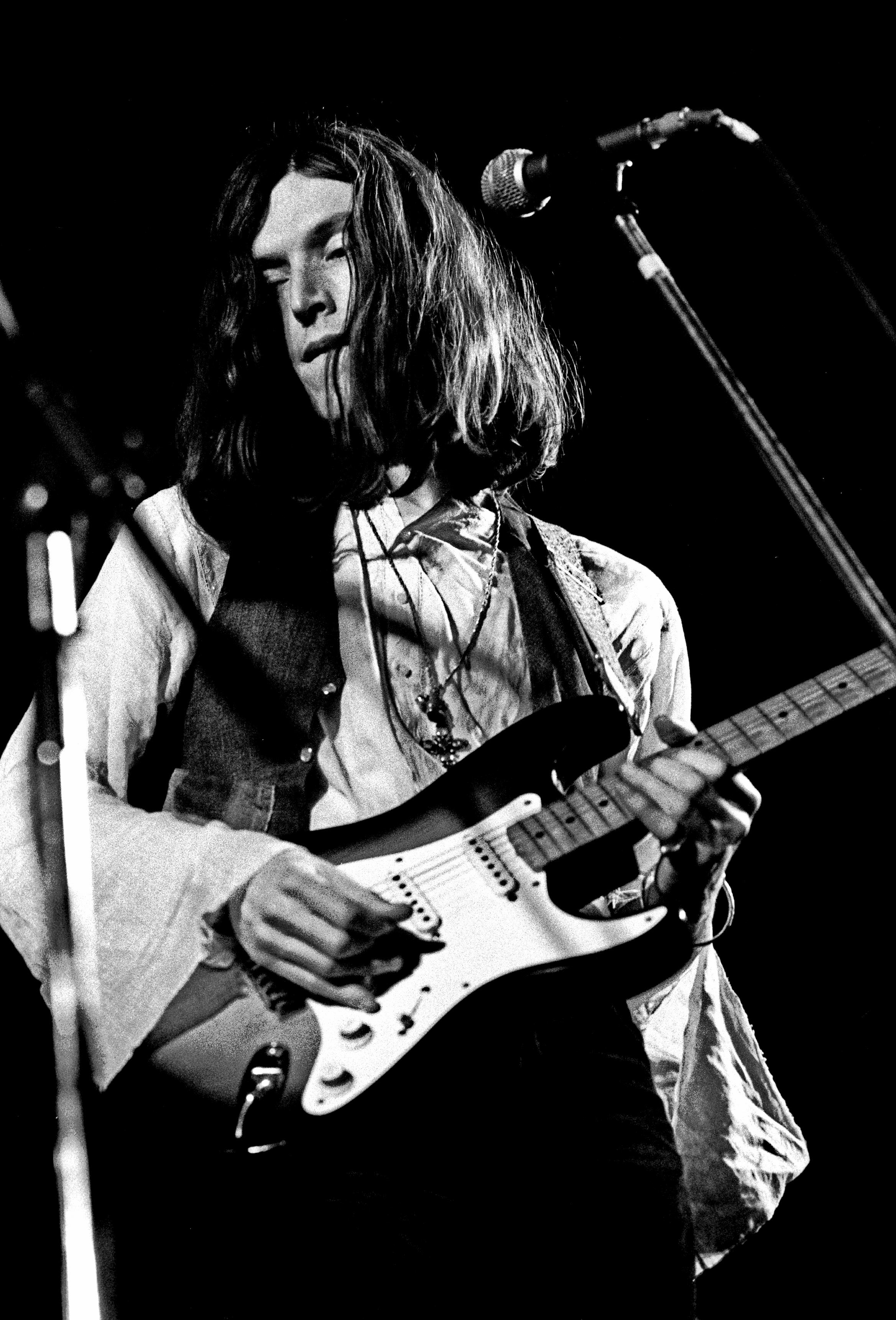
Steve Winwood
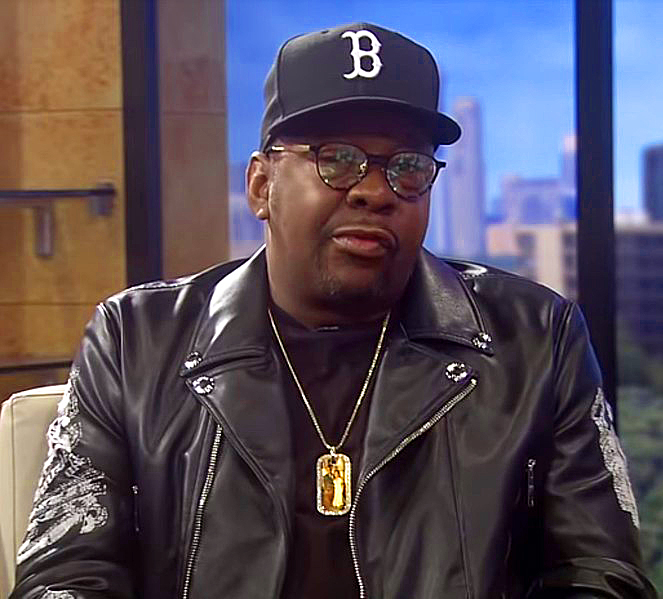
Bobby Brown
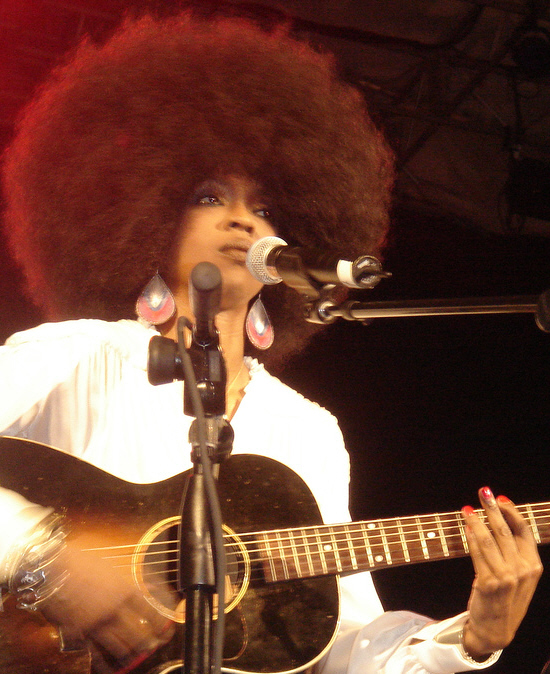
Lauryn Hill
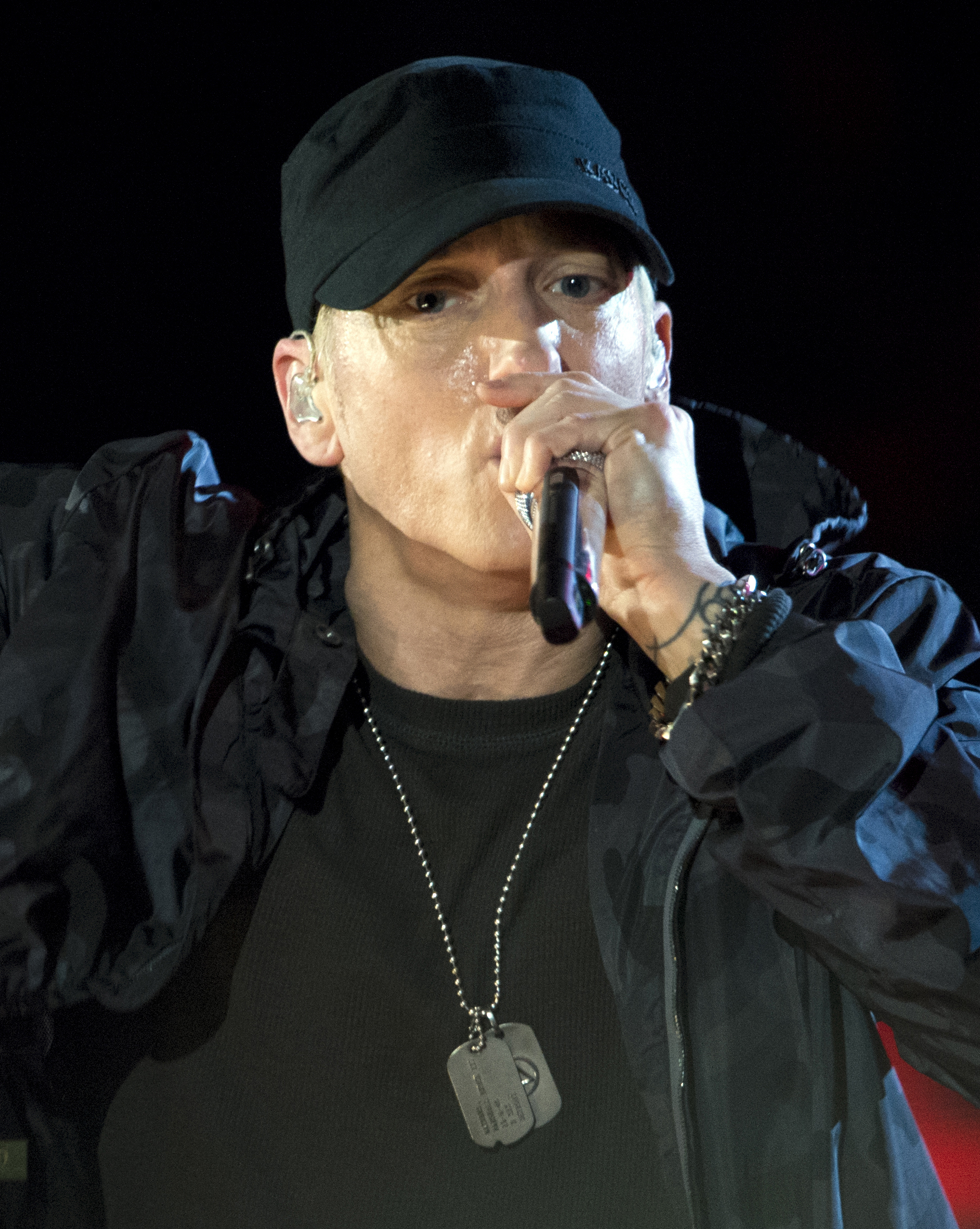
Eminem
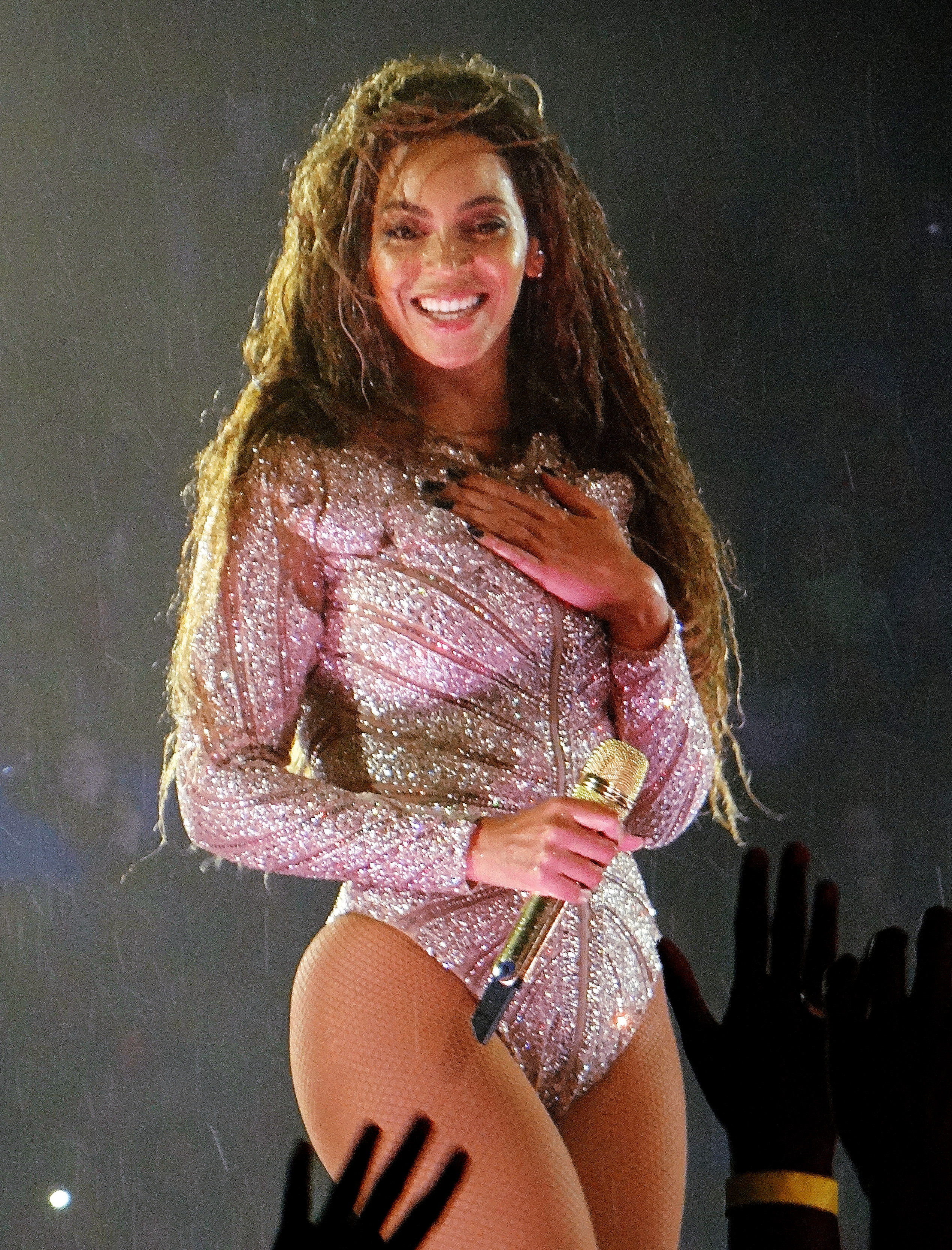
Beyoncé
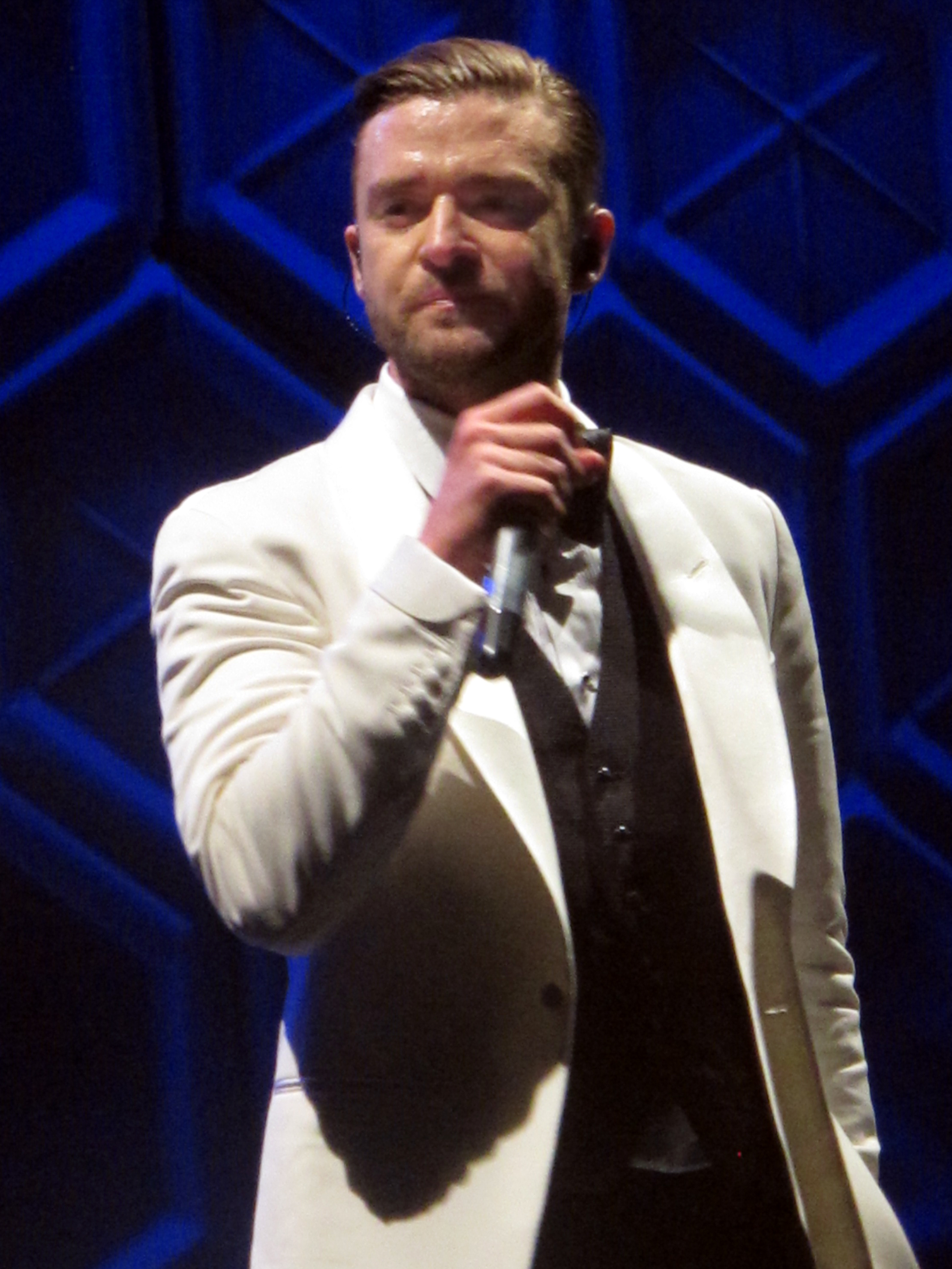
Justin Timberlake
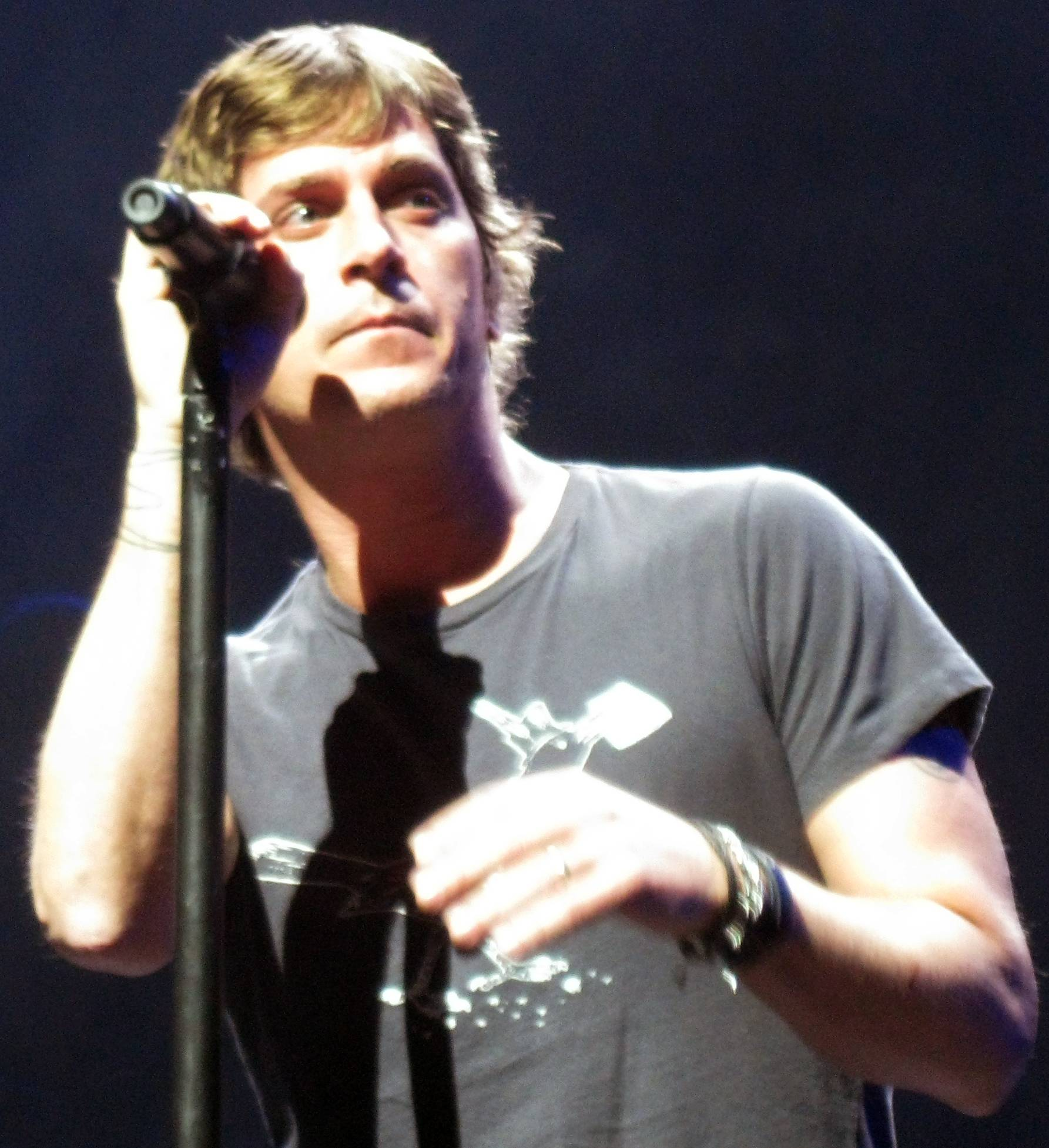
Rob Thomas
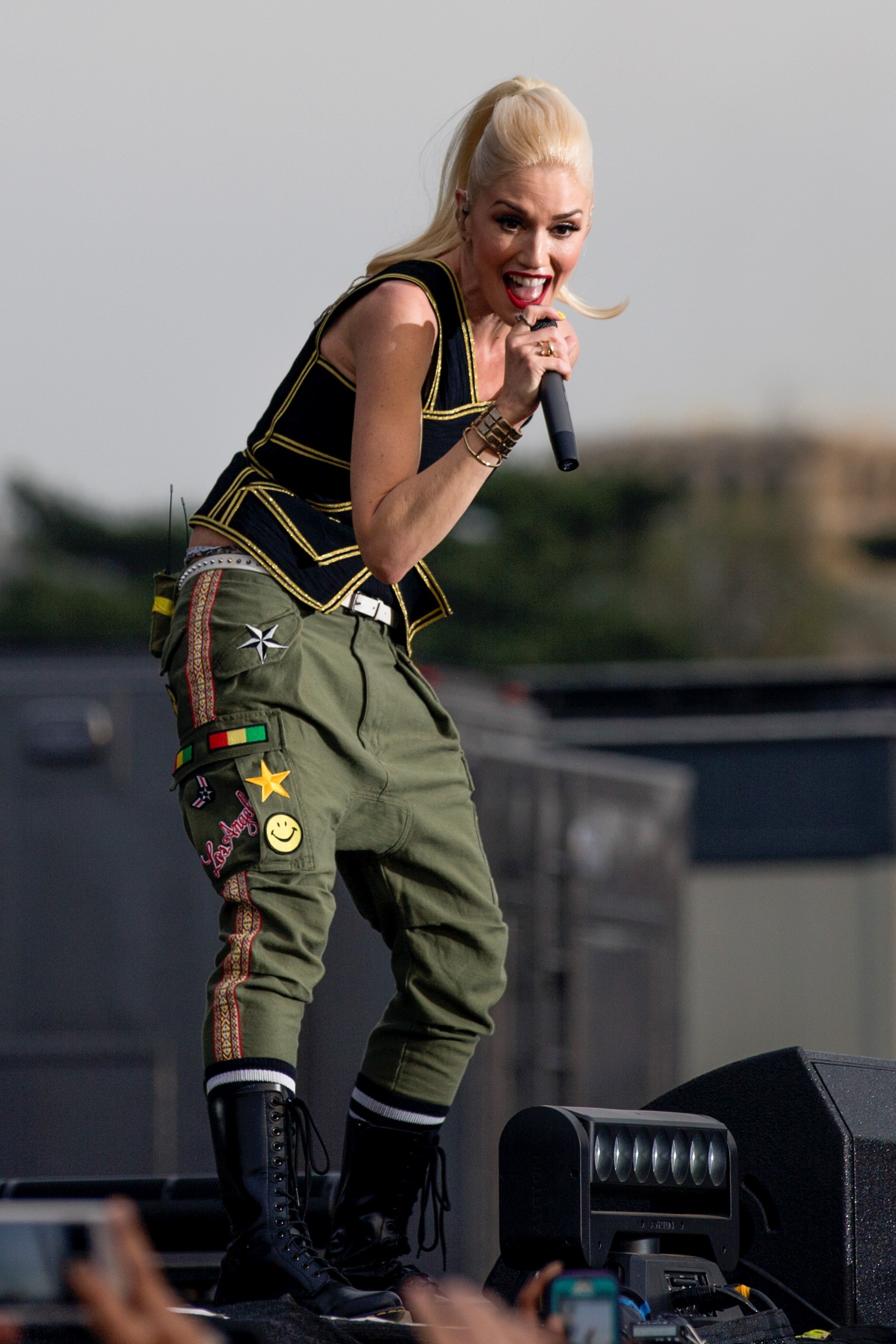
Gwen Stefani
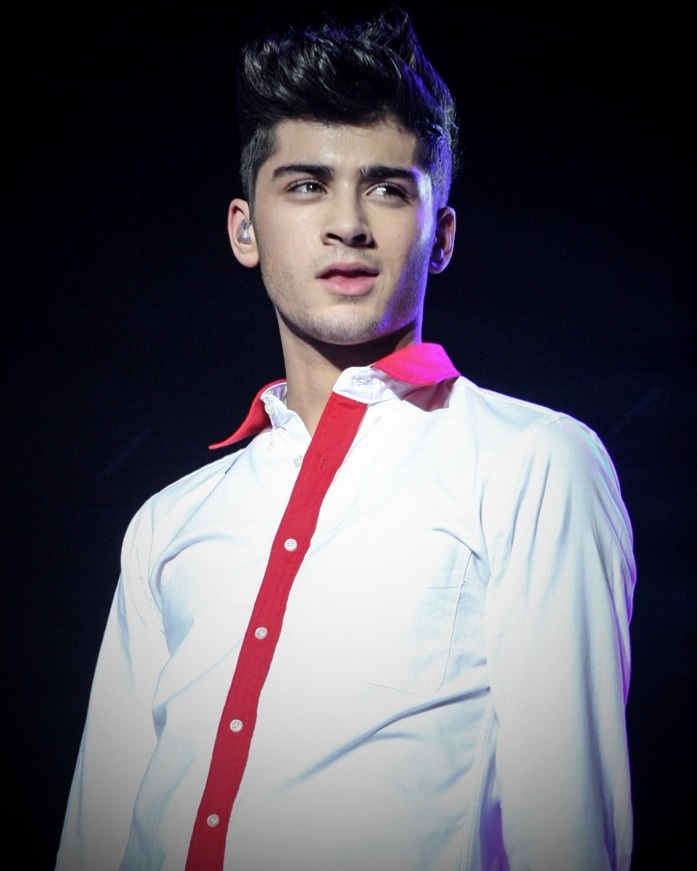
Zayn
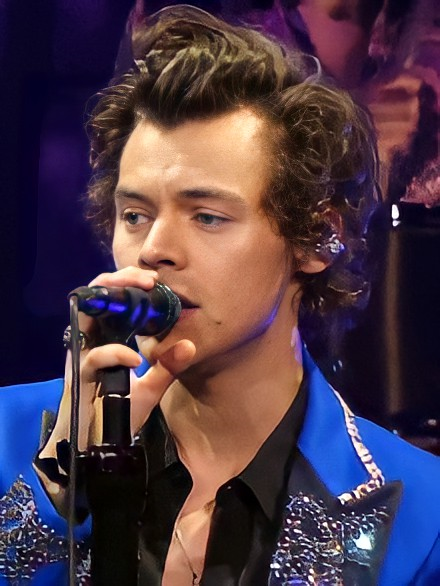
Harry Styles
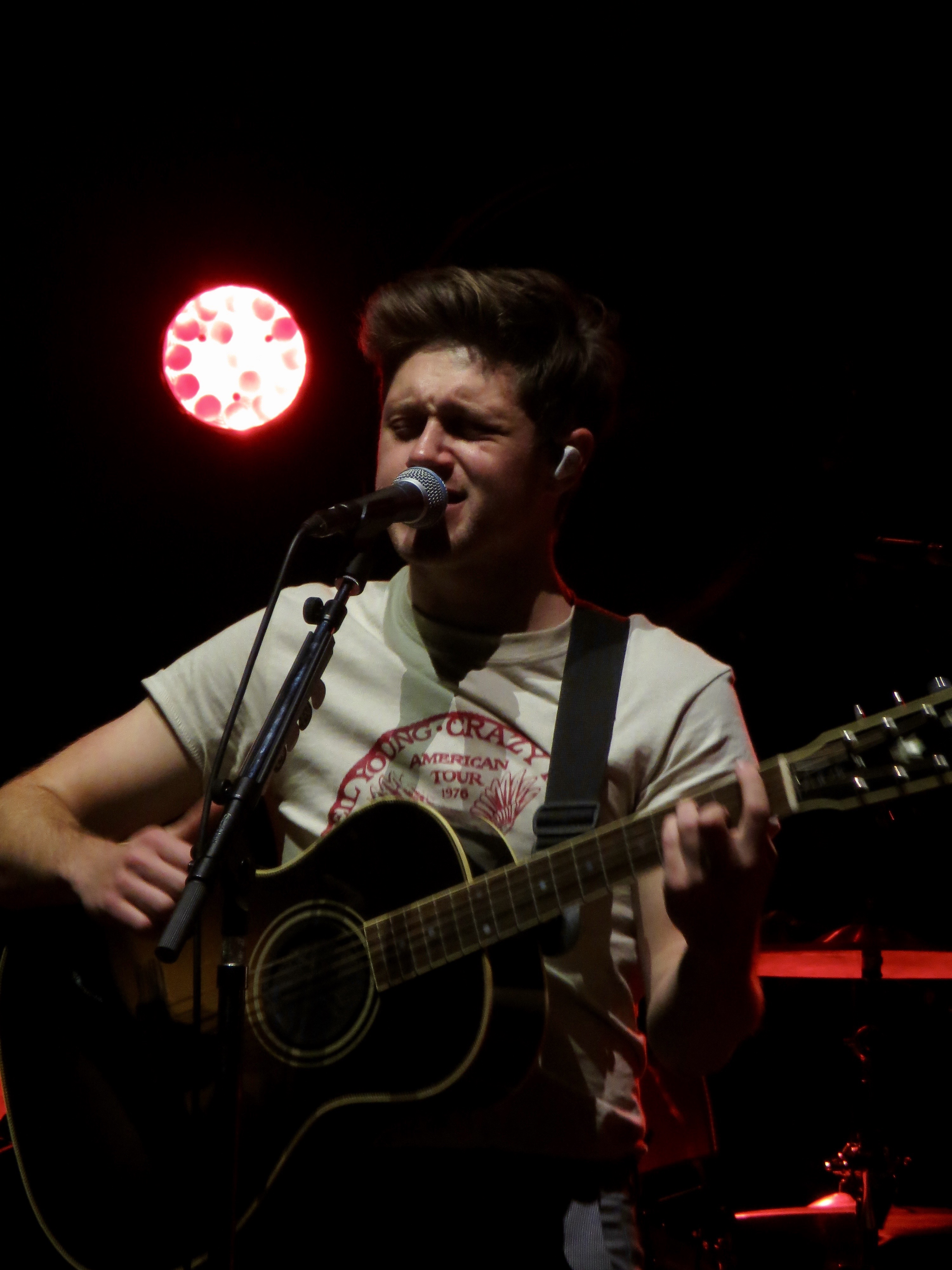
Niall Horan
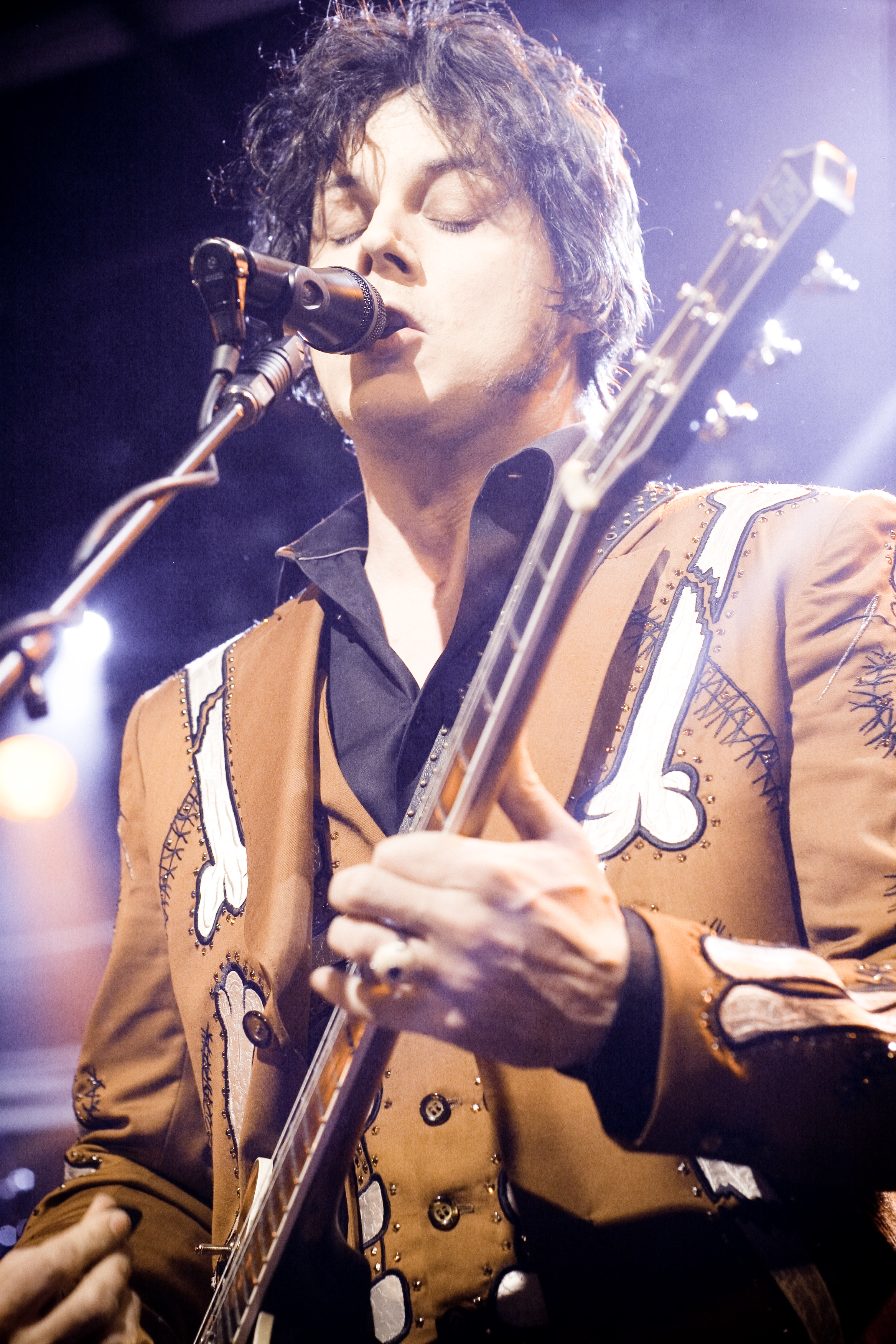
Jack White